# 舍文宁根变着
舍文宁根变着是國際象棋開局西西里防禦的一種，走法為：
1.e4 c5 2.Nf3 e6 3.d4 cxd4 4.Nxd4 Nf6 5.Nc3 d6